# Medicina greca

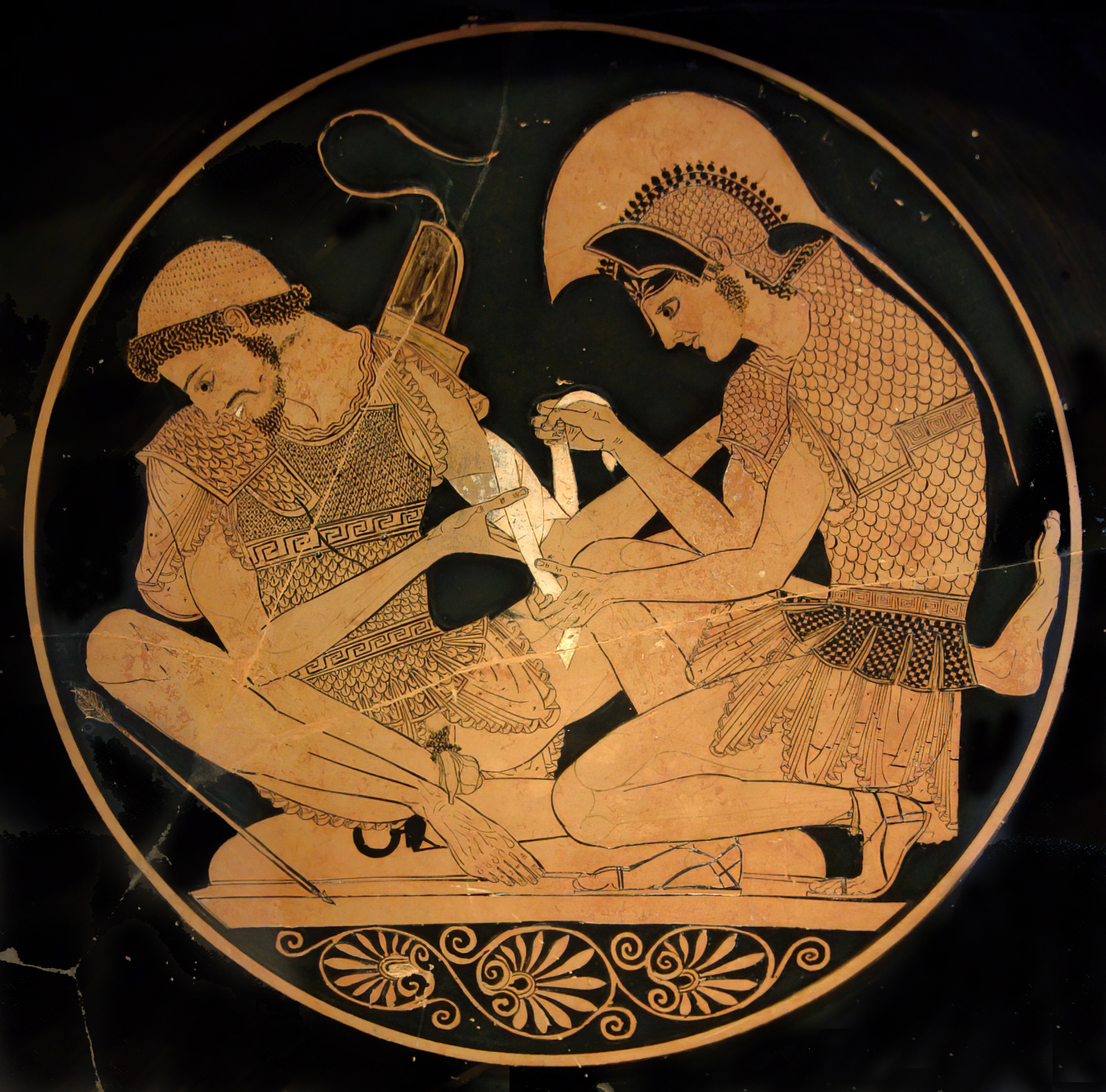
Achille benda Patroclo, kylix a figure rosse del pittore di Sosia, conservata all'Altes Museum di Berlino

La medicina greca con la civiltà minoica arriva già ad un alto grado di sviluppo, anche sociale; a Cnosso esistevano per esempio già cessi e latrine e l'arte medica era esercitata da esperti remunerati. Tale medicina ha contenuti magici e misterici: Apollo è considerato il fondatore dell'arte Medica, Pallade Atena legislatrice sanitaria, mentre Chirone viene considerato il fondatore e maestro della medicina. Un'altra importante figura mitologica greca legata alla medicina è il troiano Iapige, medico di Enea. Secondo la leggenda Apollo, colto da indomabile amore per il giovane,  gli offrì le sue arti, ma Iapige, per salvare il padre morente, preferì imparare l'arte della medicina. In Tessaglia Asclepio, allievo di Chirone, compie guarigioni miracolose che spesso avvengono durante il sonno tramite il contatto col dio o col serpente; si ritrovavano templi a lui dedicati in molte regioni della Grecia, sempre vicini a fonti purissime o termali con gimnasi e sanatori. Il culto di Asclepio, introdotto ad Atene nel 429 a.C. fu portato poi anche a Roma dove nell'isola Tiberina fu fondato il primo tempio di Esculapio.
Contemporaneamente si sviluppa in Grecia una medicina laica con medici pratici; nel VI secolo a.C. inizia la medicina scientifica che si colloca in scuole filosofiche (ricordiamo la scuola medica di Crotone). È dalla concezione biologica dei pitagorici e dalla dottrina dell'armonia che deriverà l'opera di grandi medici: Alcmeone di Crotone, Filolao di Taranto, Temisone di Laodicea ed Empedocle di Agrigento. Per esempio quest'ultimo considerato guaritore miracoloso, è un grande igienista e "dominatore di epidemie" che porta avanti concetti ancora validi quali la sopravvivenza dei più forti e la possibilità di scambio di sostanze attraverso i pori. Sotto questa spinta nascono scuole in Italia meridionale e nel Mediterraneo: Cirene, Rodi, Cnido e Kos. Altri medici, citati da Galeno nelle sue opere, sono Senocrate di Afrodisia, Abascanto e Mnemone.

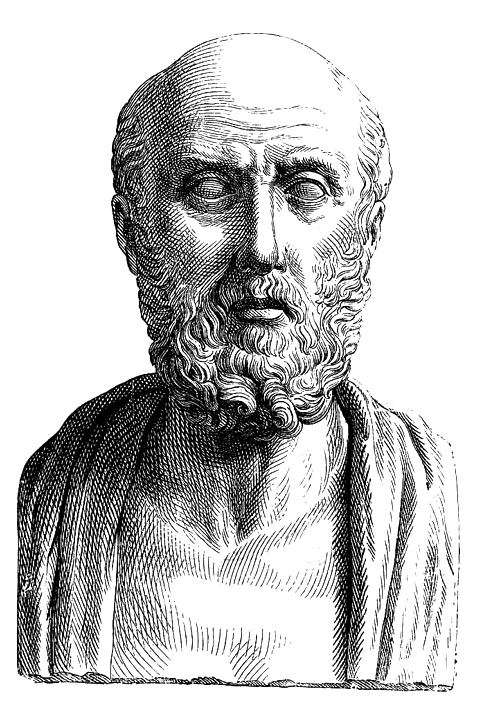
Busto di Ippocrate, il padre della medicina

Il maggiore esponente della medicina greca rimane Ippocrate, il 'padre della medicina appartenente alla famiglia degli Asclepiadi di Cos. Esso segue il principio dei 4 elementi: aria, terra, acqua, fuoco. Ognuno di essi contiene una qualità: freddo, asciutto, umido, caldo. Dalla combinazione di tutto ciò si creano gli umori: bile nera, bile gialla, flegma e sangue; la loro perfetta armonia mantiene la salute (eucrasia). Quando anche uno solo di questi umori è in eccesso, in difetto, isolato o mescolato si ha la malattia. L'Ippocratica è quindi una medicina umorale dove la guaritrice per eccellenza è la natura (la febbre è considerata una forma di difesa, come  la crisi con aumento di secrezione).
Si hanno conoscenze sulle patologie polmonari e sulle infezioni acute delle ghiandole, sul sistema digestivo e circolatorio, mentre è minore la conoscenza del sistema nervoso. Il tentativo di mettere in connessione il microcosmo col macrocosmo porta a sviluppare il concetto di Patologie Costituzionali (in auge fino al XIX secolo), lo studio della climatologia (Libro delle arie, delle acque e dei luoghi) e la connessione delle cause esterne nella malattia che si diffuse in Europa e in Asia. Altro libro famoso è il Libro degli Aforismi in cui si insegna a fare diagnosi partendo dall'osservazione del malato (facies hippocratica). E ancora molto noto il Corpus Hippocraticum (IV secolo a.C.), che contiene anche importanti opere di Ippocrate. Sintetizzando, si può dire che la terapia ippocratica trae:
- dalla filosofia e dal ragionamento, la concezione cosmica universale e biologica che forma la base;
- dall'osservazione del malato, l'indirizzo clinico.

Per la prima volta si comprende la necessità di conservare le energie dell'individuo, ricercare le cause della malattia senza perdere di vista lo scopo: guarire il malato. Quindi la medicina ippocratica è scienza, arte, esperienza e ragionamento senza preconcetti né superstizioni.

## La medicina post-ippocratica

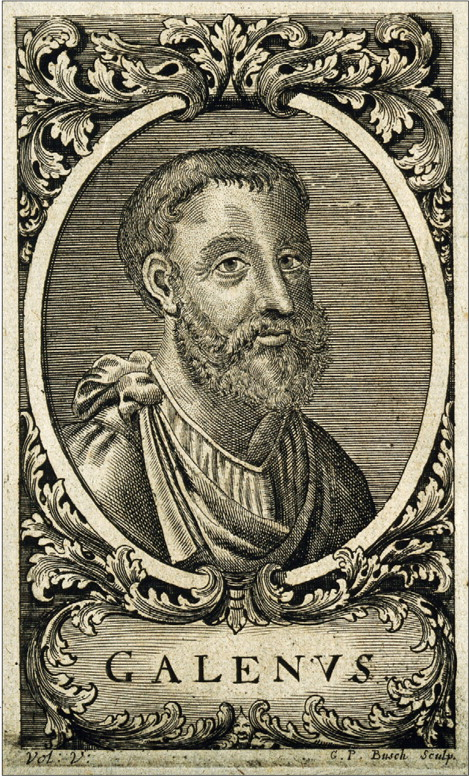
Ritratto di Galeno, da un'incisione di Georg P. Busch (XVIII secolo)

Nel 300 a.C. inizia la decadenza della scuola ippocratica, il cui pensiero però rivive nell'epoca Alessandrina grazie a Erofilo (che studia sistema nervoso e cervello) e Erasistrato (studioso di filosofia e patologia, conosciuto per la dottrina atomistica) che completano con il loro lavoro il sistema ippocratico. Si ricordano anche Apollodoro autore dell'opera De bestiis venenatis e Asclepiade il Giovane che, col suo trattato in 10 libri (5 sui farmaci esterni e 5 sui farmaci interni), fu indirettamente maestro di Galeno.
Secondo la tradizione tramandataci da Igino, la prima donna-medico in Grecia fu Agnodice.
Il primo medico greco conosciuto è Alcmeone di Crotone, vissuto intorno al 700 a.C., autore del primo lavoro di anatomia. Ippocrate ha creato la sua scuola medica nella città di Cos. I greci hanno avuto diverse influenze dall'Egitto soprattutto in campo farmacologico, tale influenza diventò molto più chiara quando si aprì una scuola di medicina greca in Alessandria. Nell'impero romano si assistevano alle prime specialità mediche quali l'urologia, l'oftalmologia ed altre, con il passare del tempo il popolo comprese che la cura dell'igiene preveniva la nascita di molte malattie perciò costruirono i vari acquedotti. I chirurghi romani avevano molti attrezzi per lavorare, fra i quali scalpelli, cateteri, gli estrattori delle frecce, ed altri, per curare il dolore usavano l'oppio e le scopolamine e per lavare le ferite usavano l'aceto.
Ma i grandi furono Ippocrate e Galeno di Pergamo, che ebbero un ruolo importante non solo nell'anatomia e nella patologia, ma anche nella chirurgia.
Galeno ha scritto più di 500 trattati sulla fisiologia, l'igiene, la dietetica, la patologia, la farmacologia, ed è accreditato come colui che scoprì l'esistenza del midollo spinale. Tra le opere spicca il Methodus medendi. Se Celso descrisse i quattro sintomi classici dell'infiammazione (rubor rossore, dolor dolore, calor calore, tumor gonfiore), Galeno ne osservò anche la limitazione funzionale (functio laesa). Notevole anche il trattato Procedimenti anatomici, basato sulla dissezione delle scimmie.